# Frontière entre l'Ouzbékistan et le Turkménistan
La frontière entre l'Ouzbékistan et le Turkménistan est la frontière séparant ces deux pays d'Asie centrale, l'Ouzbékistan au nord et le Turkménistan au sud. Elle s'étend sur un longueur de 1 621 km en faisant la plus longue frontière du Turkménistan et la seconde plus longue frontière de l'Ouzbékistan après celle avec le Kazakstan. La frontière court du tripoint avec le Kazakstan à l'ouest jusqu'au tripoint avec l'Afghanistan à l'ouest.  
La frontière fut établie en 1925 au sein de l'Union soviétique, entre les alors RSS turkmène et RSS ouzbèke. Avec la dissolution de l'Union soviétique en 1991, les deux républiques devinrent indépendantes, transformant leur frontière en frontière internationale. Un traité conjoint fut signé en 2000 reconnaissant le tracé post-indépendance comme frontière officielle après une décennie de disputes sur le tracé. Une barrière a été construite peu après.  
La clôture entre les deux pays entrave le passage d'animaux sauvages menacés comme la gazelle à goitre.
Le fleuve Amou-Daria marque une partie de la frontière. A l'ouest, la frontière traverse le lac Sary Kamysh.
En novembre 2024, le gouvernement turkmène a durci les conditions de passage de la frontière pour mettre fin au flux massif de citoyens turkmènes qui allaient acheter des produits de première nécessité devenus introuvables au Turkménistan.
Trois postes y sont actuellement en service : entre Boukhara et Türkmenabat, entre Khiva et Dachoguz, et entre Noukous (Hojeli) et Kounia-Ourguentch (ce dernier parfois appelé aussi poste de Dachoguz).

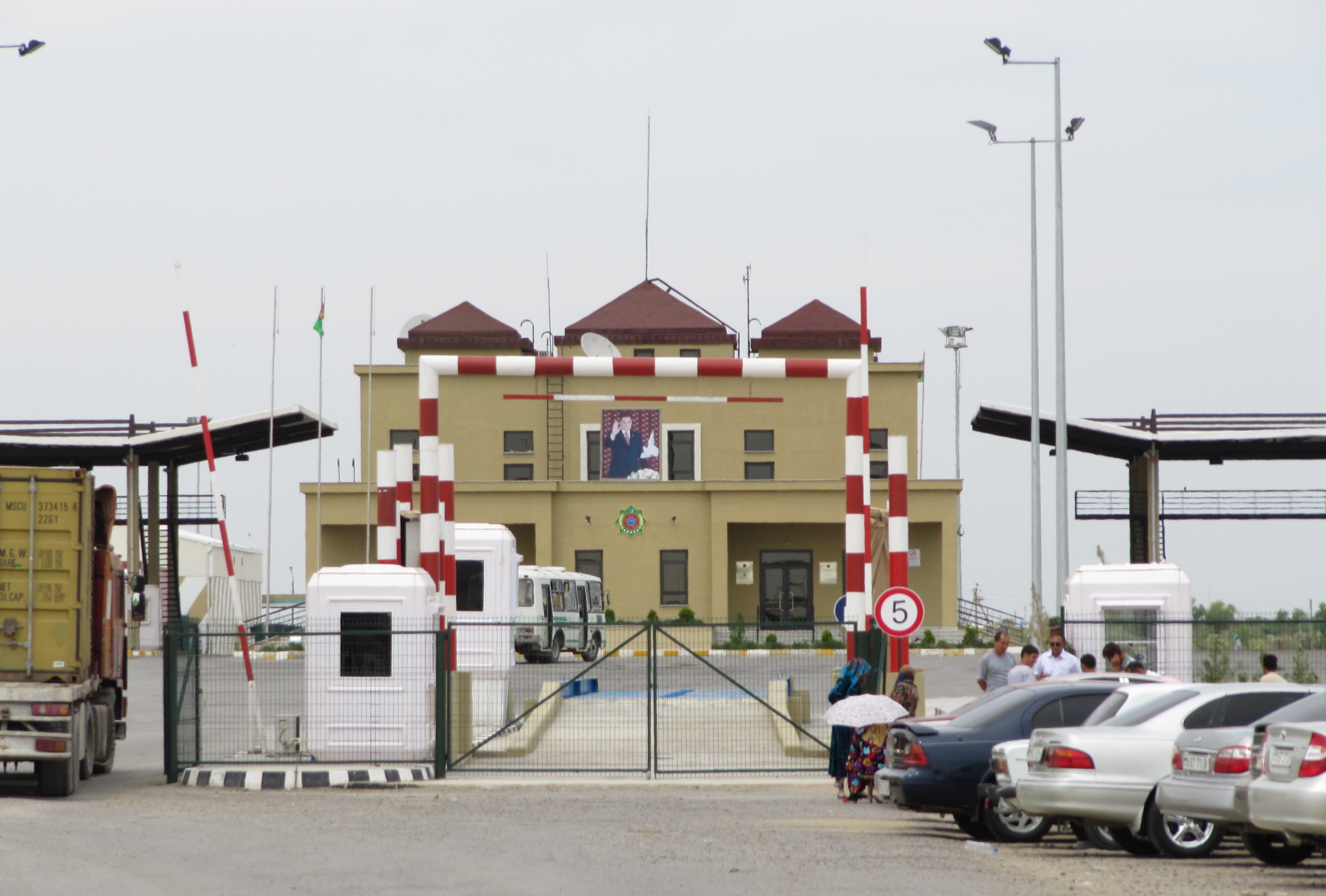
Le poste frontière de Farab.